# Decil
Decil je katerakoli od devetih vrednosti kvantilov, ki delijo urejeno množico slučajnih spremenljivk na deset enakih delov. Torej imamo devet vrednosti, ki delijo populacijo (devet decilov). 
Decile označujemo z D. Tako so oznake za devet decilov D1, D2, itd. do D9
- Prvi decil (D1) je vrednost od katere je 10% vrednosti slučajne spremenljivke manjših in 90% vrednosti večjih. Prvi decil je enak 10-temu percentilu.
- Drugi decil (D2) je vrednost od katere je 20% vrednosti slučajne spremenljivke manjših in 80%  večjih.
- Peti decil (D5) je vrednost od katere je 50% vrednosti slučajne spremenljivke manjših in 50% podatkov večjih od vrednosti petega decila. Peti decil je tudi enak drugemu kvartilu oziroma mediani. Enak je tudi 50-temu percentilu.
- Deveti decil (D9) je vrednost od katere je 90% vrednosti slučajne spremenljivke manjših in 10% vrednosti večjih. Deveti decil je enak 90-temu percentilu.